# 스트릿 우먼 파이터3
《월드 오브 스트릿 우먼 파이터》는 2025년 5월부터 엠넷에서 방영중인 댄스 서바이벌 프로그램이다.